# Shpëtim Moçka
Shpëtim Moçka (Vlorë, Condado de Vlorë, Albania, 20 de octubre de 1989) es un futbolista de Albania. Juega de portero y su equipo actual es el KS Apolonia Fier de la Kategoria Superiore de Albania.

## Clubes
| Club                      | País    | Temporadas |
| ------------------------- | ------- | ---------- |
| KS Apolonia Fier (cedido) | Albania | 2012-      |
| KS Flamurtari Vlorë       | Albania | 2007-      |